# Rapid Action Battalion
«  Bataillon d'action rapide » redirige ici. Ne pas confondre avec Bataillon d'intervention rapide.
Pour les articles homonymes, voir RAB.

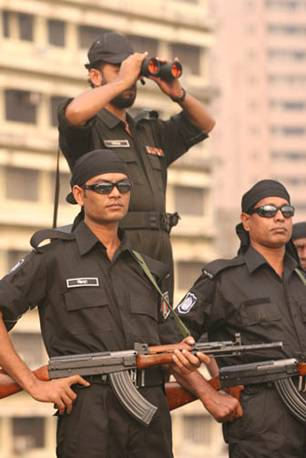
Des hommes du RAB

Le Rapid Action Battalion ou RAB (bengali : র‌্যাপিড অ্যাকশন ব্যাটলিয়ন ou র‌্যাব) est une unité d'élite anti-criminalité et anti-terrorisme au Bangladesh. Contrôlée par le ministère des Affaires intérieures, elle est composée, début 2008, de 4 525 hommes, issus de l'armée, de la marine, l'armée de l'air et de la police. Elle a été formée le 26 mars 2004 et a commencé ses opérations le 14 avril 2004. 
Depuis sa création, le RAB a saisi un total de 3 149 armes illégales et plus de 36 000 munitions[Quand ?]. Il est également l'auteur de nombreuses arrestations importantes. L'unité est également chargée d'autres opérations critiques, comme l'escorte de prisonniers dangereux.

## Équipement
Le RAB est l'unité la mieux équipée du Bangladesh :
- fusils d'assaut AK-47, Type 56 et BD-08 ;
- pistolets-mitrailleurs Uzi et  Heckler & Koch MP5 ;
- pistolets Sig-Sauer P226 et Colt M1911 ;
- fusils de précision Dragunov ;
- fusils de chasse Remington 870 ;
- lance-roquettes RPG-7.

## Opérations notoires
- Le 1er octobre 2005, arrestation de Mufti Hannan, et de deux complices, dans le quartier Madhya Badda de Dhaka, accusés de la tentative d'assassinat du 21 août 2004 sur l'ancienne premier ministre Sheikh Hasina Wajed[2],[3],[4].
- Le 6 août 2007, opération conjointe avec la Branche Détective de la police contre le gang de Pichchi Hannan (alors l'un des 23 criminels les plus recherchés du pays[5]), dans l'upazila de Savar. Pichchi Hannan est tué dans la fusillade[6],[7].

| Nom                  | Accusation                                                                                    | Date d'arrestation                                   | Sources |
| -------------------- | --------------------------------------------------------------------------------------------- | ---------------------------------------------------- | ------- |
| Debashis             | complice de Pichchi Hannan                                                                    | tué dans un échange de tirs, 24 juin 2004            |         |
| Mollah Shamim        | 10 cas dont trois de meurtre                                                                  | tué dans un échange de tirs, 6 septembre 2004        |         |
| Shaheb Ali           | A imprimé les tracts jihadistes distribués au moment des attentats à la bombe du 17 août 2005 | 17 septembre 2005                                    |         |
| Shahabuddin          | Extorsion de fond                                                                             | tué le 26 octobre 2004                               |         |
| Syed Monir Hossain   | Plusieurs infractions pénales, y compris deux meurtres                                        | tué dans un échange de tirs, 11 mars 2005            |         |
| Shahjahan            | 5 charges, notamment de meurtre, de viol et de vol qualifié                                   | tué dans un échange de tirs, 12 janvier 2005         |         |
| Rafiqul Islam        | Commandant d'un commando suicide, Narayanganj JMB                                             | 27 décembre 2005                                     |         |
| Sumon Ahmed Majumder | Extorsion                                                                                     |                                                      |         |
| Ekramul Haque        | Militant islamique                                                                            | Décembre 2005                                        |         |
| Hasibul              | 16 cas dont 12 cas de meurtre                                                                 | 26 janvier 2005, tué pendant une tentative d'évasion |         |

## Controverses
Malgré ses succès, le RAB a soulevé des critiques au sein de l'opinion publique bangladaise, à cause de nombreux débordements dont elle est accusée. Il a notamment été décrié pour le nombre de décès imputés aux membres de l'unité. Entre mars 2004 et mars 2008, 472 suspects ont été tués lors d'affrontements avec le RAB. De nombreux avocats des droits de l'homme décrient une vague d'exécutions sommaires. 
La réputation du RAB a également été entachée par plusieurs décès parmi des prisonniers ou d'autres personnes confiées à l'unité. L'opinion s'est notamment émue de la mort de Sumon Ahmed Majumder, témoin clé de l'assassinat de l'homme de loi Ahsanullah Master, décédé à l'hopital après un interrogatoire par le RAB, quelques heures après son arrestation,,. Il a été fait rapport de plusieurs cas de torture lors d'interrogatoires,.
L'origine de la plupart de ses membres — des corps militaires et paramilitaires — et leur manque de formation au maintien de l'ordre et aux procédures de police ont été pointés du doigt comme facteurs dans les nombreuses bavures.
Pour apaiser les critiques, le bataillon a pris des mesures punitives contre plus de 500 de ses membres, dont 200 ont été renvoyés ou incarcérés. Pourtant, l'État a été vivement critiqué pour l'impunité de l'unité devant les débordements, qui a poussé des organisations à dénoncer un « terrorisme d'État ». Amnesty International a critiqué l'unité pour l'absence de responsabilité devant les nombreux décès qui lui ont été attribués, notamment des prisonniers. Lors de sa visite à Dhâkâ, la secrétaire générale Irene Khan a demandé de réelles sanctions à l'égard des membres coupables de violations des droits de l'homme, ainsi que la création d'une commission indépendante pour contrôler l'unité.
Malgré les protestations du principal parti d'opposition, la Ligue Awami, le Bangladesh Nationalist Party nie que le RAB ait été utilisé à des fins politiques. Il est pourtant fait état de raids, de la part du contingent, puis de détention et torture, contre des journalistes et des défenseurs des droits de l'homme.
En décembre 2021, le gouvernement des États-Unis a imposé des sanctions contre cette unité et plusieurs officiers supérieurs, accusés d'avoir commis des exécutions extrajudiciaires.